# 金子功児
金子 功児（かねこ こうじ、2003年9月2日 - ）は、神奈川県茅ヶ崎市出身のプロ野球選手（内野手・育成選手）。右投左打。埼玉西武ライオンズ所属。

## 経歴

### プロ入り前
小学校2年から野球を始め、中学校では寒川シニアに所属した。
光明相模原高等学校では1年秋からレギュラーとなり、3年夏は県大会2回戦で敗退したが3安打を記録した。

### BCリーグ・埼玉時代
高校卒業後にベースボール・チャレンジ・リーグの埼玉武蔵ヒートベアーズに入団した。
2023年は「3番・遊撃手」のレギュラーに定着。4月に打率5割を記録し、月間MVPを受賞した。9月下旬にベルーナドームで行われた埼玉西武ライオンズの入団テストでは右中間に本塁打を記録した。10月26日に開催されたドラフト会議において、埼玉西武ライオンズから育成4位指名を受け、11月16日に支度金350万円、年俸320万円で仮契約した。背番号は130。

### 西武時代
2024年は右肘の故障で出遅れ、4月27日からイースタン・リーグ公式戦に出場する。最終的に68試合に出場して打率.209、1本塁打、16打点という成績だった。

## プレースタイル・人物
遠投は110m。
憧れの選手は松井稼頭央。目標の選手は栗山巧。

## 詳細情報

### 独立リーグでの年度別打撃成績
| 年 度     | 球 団     | 試 合 | 打 席 | 打 数 | 得 点 | 安 打 | 二 塁 打 | 三 塁 打 | 本 塁 打 | 塁 打 | 打 点 | 盗 塁 | 盗 塁 死 | 犠 打 | 犠 飛 | 四 球 | 敬 遠 | 死 球 | 三 振 | 併 殺 打 | 打 率 | 出 塁 率 | 長 打 率 | O P S |
| --------- | --------- | ----- | ----- | ----- | ----- | ----- | -------- | -------- | -------- | ----- | ----- | ----- | -------- | ----- | ----- | ----- | ----- | ----- | ----- | -------- | ----- | -------- | -------- | ----- |
| 2022      | 埼玉      | 56    | 211   | 186   | 21    | 39    | 5        | 0        | 0        | 44    | 15    | 3     | 0        | 6     | 3     | 14    | -     | 2     | 49    | 9        | .210  | .268     | .237     | .505  |
| 2023      | 埼玉      | 65    | 293   | 264   | 40    | 70    | 14       | 0        | 4        | 96    | 28    | 8     | 4        | 3     | 5     | 18    | -     | 3     | 56    | 4        | .265  | .314     | .364     | .678  |
| 通算：2年 | 通算：2年 | 121   | 504   | 450   | 61    | 109   | 19       | 0        | 4        | 140   | 43    | 11    | 4        | 9     | 8     | 32    | -     | 5     | 105   | 13       | .242  | .295     | .311     | .606  |

### 背番号
- 4（2022年 - 2023年）
- 130（2024年[5]- ）